# 大沢聡
大沢 聡（おおさわ さとし）は、日本の音楽家、オカリナ奏者。

## 概要
静岡県富士宮市出身。東海大学第一高校(現:静岡翔洋高校)在学中は吹奏楽部に在籍を経て、1990年4月より国立音楽大学サクソフォーン専攻で学び、1995年、同大学中退。
オカリナとの出会いは国立音楽大学在学中。2004年10月にプロのオカリナ奏者として活動を開始し、2006年にはイタリアでリサイタルを開催、2014年にはアメリカニューヨークでの日米親善オカリナフェスティバルにソロ演奏として参加、また日本各地でリサイタルを行うなど、日本内外で演奏活動を行っている。
そのほか、CD・DVDの発表、楽器の創作活動も行っている。

## 音楽性
大沢聡はオカリナ奏者として、常に世界をリードしてきた。オカリナは、土でできた楽器ということもあり、素朴な優しい音色から 癒しの楽器や民族楽器の一つとして認知されてきた。しかし、大沢聡の奏でる音楽は、一般的なオカリナのイメージとは大きく異なる。それは様々なコンサートを通じて実証されている。
ヒーリングや童謡唱歌だけではない、独自の演奏のスタイルも大沢聡の魅力である。
ピアノとのクラシックなアンサンブルはもちろん、ギターやベースを加えたジャズやポピュラー、あるいはロック・フュージョン、バイオリンやチェロとのアンサンブル、和太鼓やウクレレなどとのコラボ、オーケストラや吹奏楽との共演など、これまでの演奏スタイルは多岐に渡る。

## 楽器創作
- Osawa Noble Ocarina - トリプレットオカリナ（複数管オカリナ）、2008年、林楽器商会、音域3オクターブ[5]。
- Osawa Ocarina - トリプレットオカリナ（複数管オカリナ）、2010年、プリマ楽器、音域3オクターブ[4]。

### "OSAWA OCARINA"という革命
2010年、オカリナは革新的な進化を遂げた。それが「OSAWA OCARINA」である。
オカリナの最大の弱点であった音域の狭さを克服したこの楽器は、今までごく限られた奏者のものでしかなかった複数管オカリナを、多くのオカリナ愛好家にとって身近な存在へと変え、日本を中心に世界でも爆発的な広がりを見せた。この楽器の登場でより音楽的に、様々なジャンルの音楽を演奏することが可能になった。
OSAWA OCARINAの登場によるオカリナの革新は、例えばフルートに初めてキイシステムが採用された時や、ホルンにバルブシステムが搭載された時と同じような、非常に大きな変化である。今後この複数管オカリナのスタイルがスタンダードとなり、近い将来、バイオリンやフルートなど、他の管楽器と同じような地位が確立されていくであろうということは容易に想像される。

## ディスコグラフィー
- アルバムCD『Appassionato』 - 2005年[6]。
- シングルCD「浪漫」 - 2010年[7]。
- CD+楽譜『Jazz Garden』 - 2012年[7]。
- CD+楽譜『Friends』 - 2012年[7]。
- アルバムCD『Secret Garden』 - 2012年[7]。
- アルバムCD『Classic Garden』 - 2013年[7]。
- アルバムCD『大沢聡Jazz Live』 - 2014年[7]。

## 著書
- 『絶対! うまくなるオカリナ100のコツ』 - 2013年、ヤマハミュージックメディア、ISBN 9784636894752。
- 『ダブル＆トリプルオカリナ入門』 - 2014年、プリマ楽器、ISBN 9784901756372。
- 『トリプルオカリナコンサートレパートリー 名曲編 Vol.1』 - 監修、2016年、プリマ楽器、ISBN 9784901756426。
- 『トリプルオカリナコンサートレパートリー 名曲編 Vol.2』 - 監修、2016年、プリマ楽器、ISBN 9784901756433。